# Voọc Nilgiri
Trachypithecus johnii là một loài động vật có vú trong họ Cercopithecidae, bộ Linh trưởng. Loài này được J. Fischer mô tả năm 1829.

## Hình ảnh

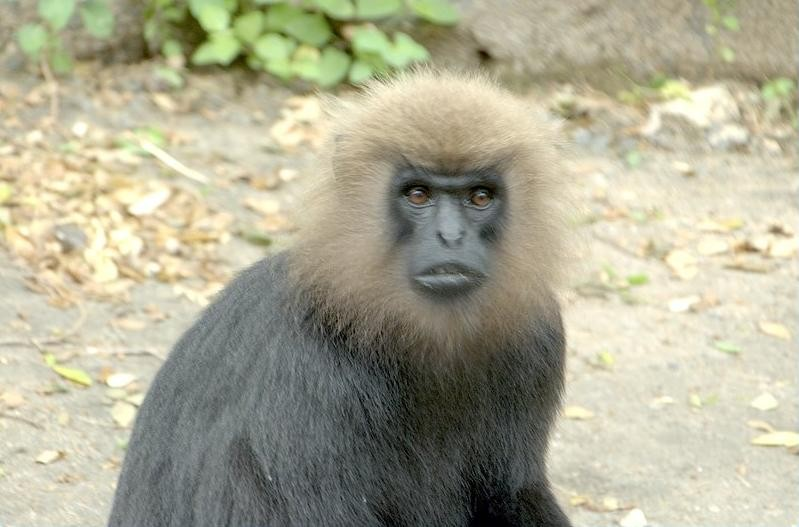
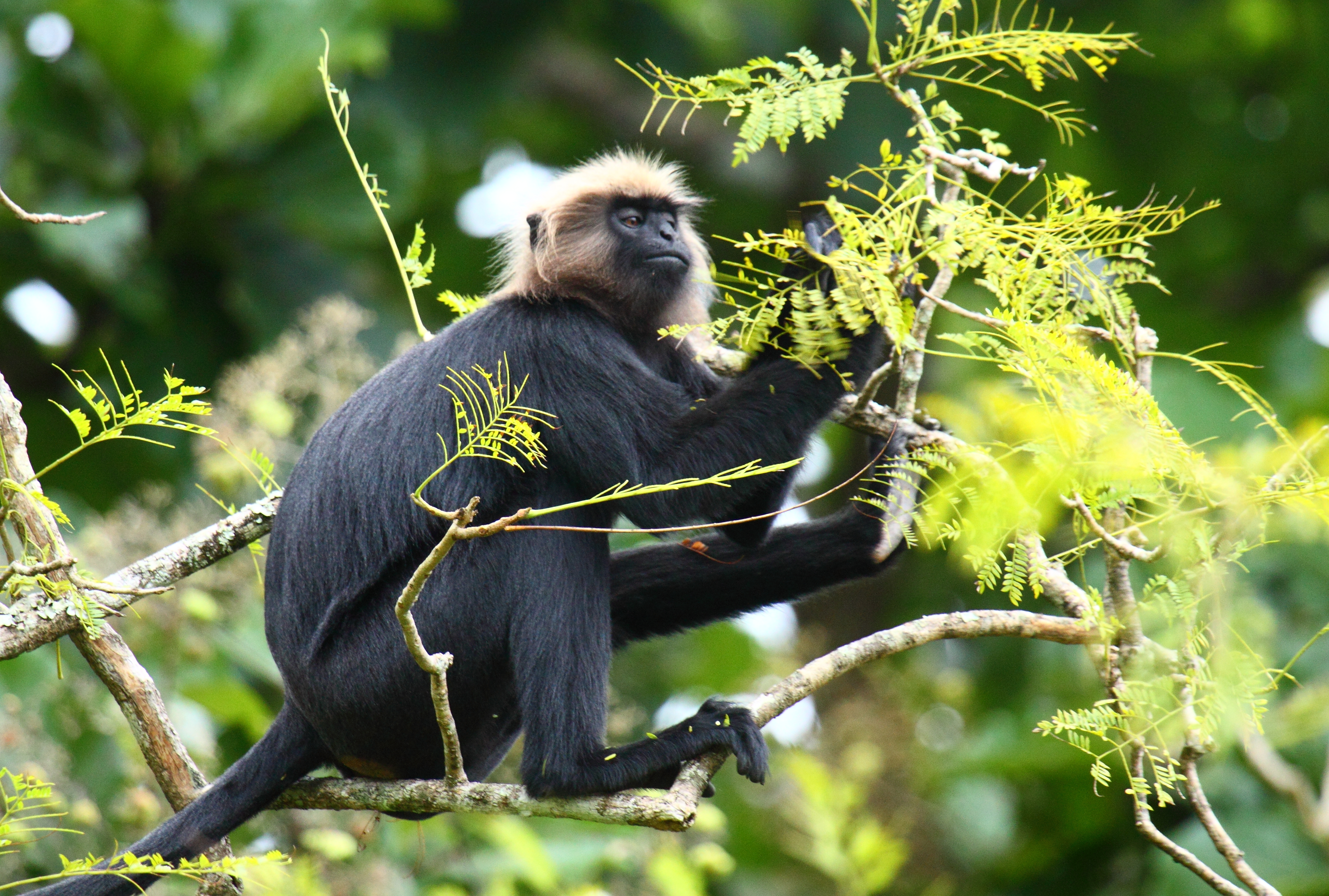
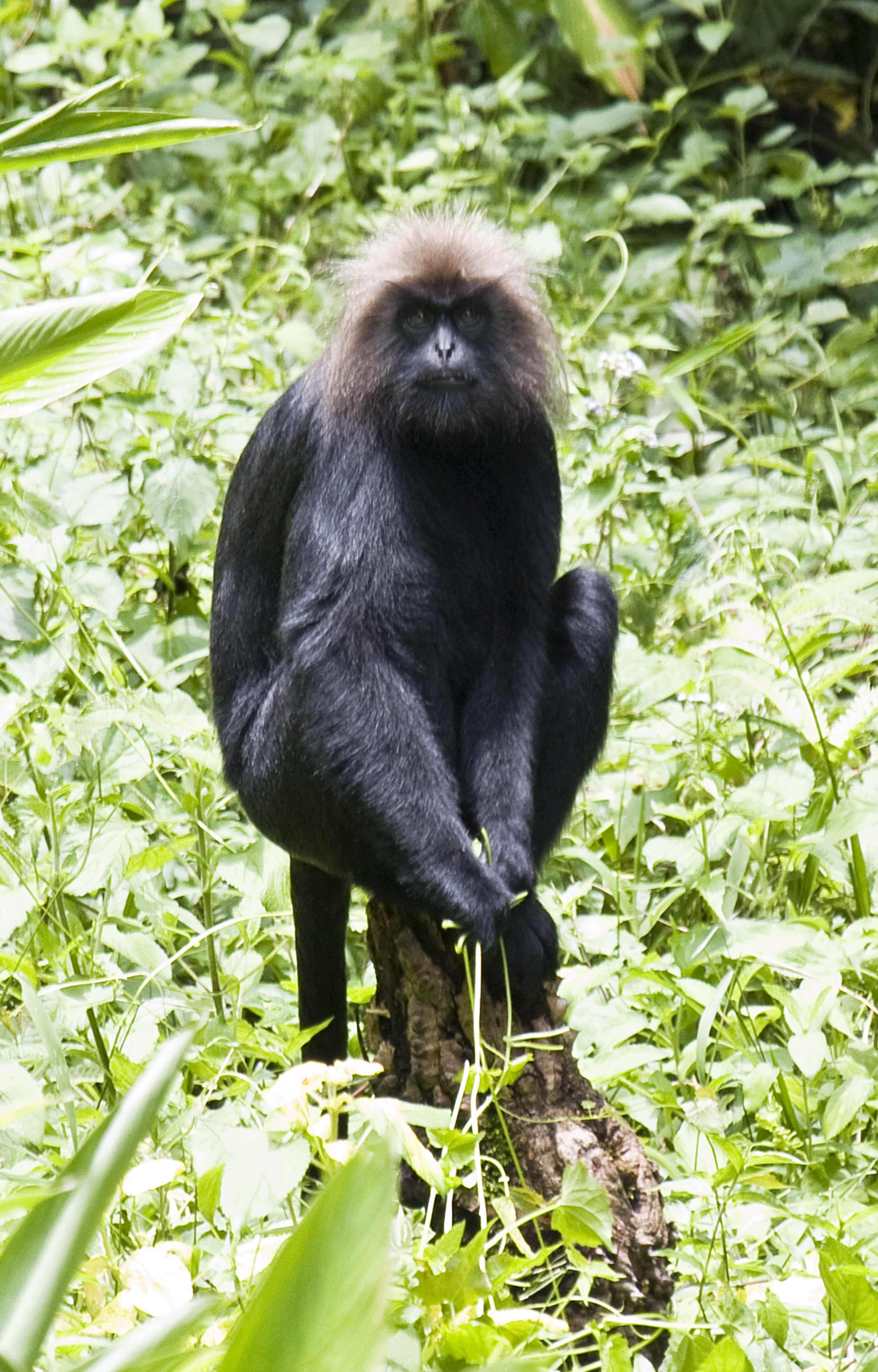
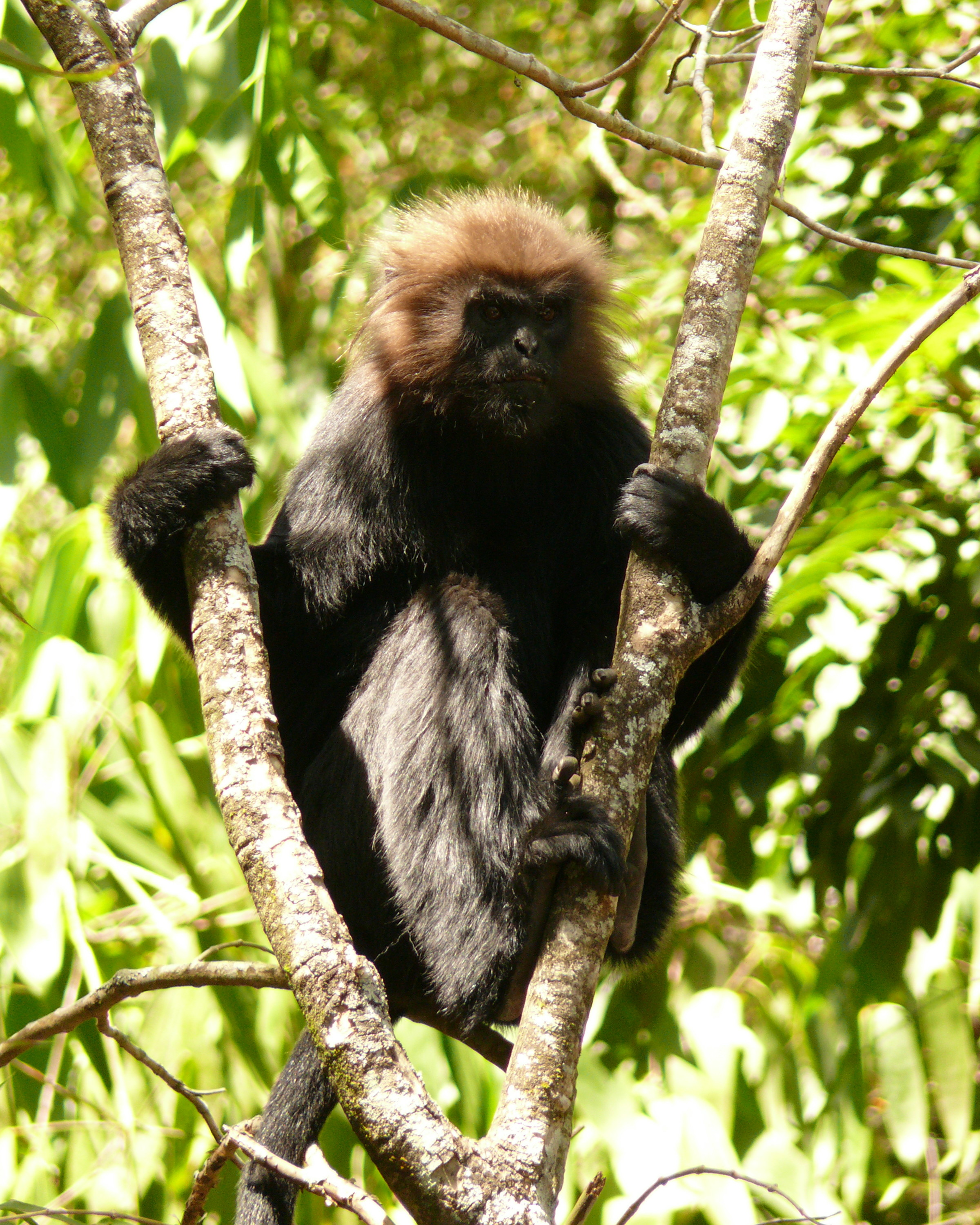